# Ametyst (typ jachtu)
Ametyst – typ turystycznego jachtu pełnomorskiego i balastowego, slup. Skonstruowany został przez Zbigniewa Milewskiego i Mieczysława Plucińskiego.
Był to pierwszy polski jacht produkowany także na eksport. Jachtem tego typu Stan Jabłoński przepłynął w pojedynkę Ocean Atlantycki w 107 dni. Wymiary jednostki były następujące: długość - 9,20 m, szerokość - 2,60 m, zanurzenie - 1,60 m, powierzchnia ożaglowania typu slup - 30 m². Jacht dysponował silnikiem pomocniczym o mocy 5 KM. Załoga stanowiła pięć osób.